# Ivars Kilde
Ivarskilde er et kildevæld i Gammel Dyrehave i Rosenholm Skov. Anlægget er enten opkaldt efter statsministeren Iver Rosenkrantz (1674-1745) eller baron Iver Rosenkrantz (1740-1815), der begge var besidder af det nærliggende Rosenholm Slot. 